# Cladonia macilenta
Espèce
Cladonia macilenta est une espèce de Lichens du genre Cladonia, de la famille des Cladionaceae.